# Vysoká (powiat Sabinov)
Vysoká (węg. Magas) – wieś (obec) na Słowacji, w kraju preszowskim, w powiecie Sabinov. Pierwsza wzmianka o miejscowości pochodzi z 1278 roku.